# Baccharis phyteumoides
Baccharis phyteumoides là một loài thực vật có hoa trong họ Cúc. Loài này được (Less.) DC. mô tả khoa học đầu tiên năm 1836.